# 庄司恵子
庄司 恵子（しょうじ けいこ、1941年9月14日 - ）は宮城県出身の民謡歌手。

## 経歴
旧宮城町大倉（現在の仙台市青葉区大倉）出身。実家は定義山西方寺門前町の「定義とうふ店」である。近所の民謡会「民謡木兆会」主宰者安藤兆華に師事。18歳で日本ビクター（現、JVCケンウッド・ビクターエンタテインメント)から民謡歌手としてデビュー。全国各地の民謡酒場や民謡大会で歌う。TBCラジオのレギュラー出演はさまざまな番組を経て2004年の時点でラジオ番組「恵子の民謡っていいんでばー」で連続20年を数え2019年5月には放送1000回を迎える、2020年の現在も「恵子とかすみのい～ぐする民謡」日曜7：40～8：00にレギュラー出演中
2004年のTBCラジオ番組「恵子の民謡っていいんでばー」から三味線奏者で娘のたらさわかすみとともに民謡の普及に努め、現在のラジオ番組「恵子とかすみのい～ぐする民謡」では娘と母娘トークを繰り広げている。娘とは各地のイベントに参加している。2020年3月にはゆーちゅーばばぁとしてYouTube「庄司恵子のイーグスルチャンネル」を始める

## レギュラー番組
恵子のい～ぐする民謡
- 毎週日曜　12:10〜12:30
- パーソナリティ 庄司恵子、たらさわかすみ[4]

## オリジナル曲
- じょんがら夫婦旅
- 八甲田哀歌
- ありがとう人生
- あんだハバハバカムバック
- 宮城ふるさと音頭
- 人生これがら本番なのっしゃ(カセット)1997年日本伝統文化振興財団/ビクター
- みちのくひっとめぼれ〜(カセット)1997年日本伝統文化振興財団/ビクター
- ふるさと愛だっちゃ(CD,カセット)1998年日本伝統文化振興財団/ビクター
- ねぇお前さん (CD,カセット)1998年日本伝統文化振興財団/ビクター
- ふるさとのお母さん(CD,カセット)2003年日本伝統文化振興財団/ビクター
- 三味線いのち節(CD,カセット)2003年日本伝統文化振興財団/ビクター
- イーグスル音頭(CD)2011年日本伝統文化振興財団/ビクター
- しあわせ送り酒[2][10]

### 民謡アルバム
- 東北民謡集
- 庄司恵子民謡の旅
- 庄司恵子民謡ベストアルバム (カセット)1997年日本伝統文化振興財団/ビクター[2][10]

### 他
秋田人形甚句／定義あいや(カセット)1997年日本伝統文化財団/ビクター

## レギュラー番組経歴
- 昭和51年 　仙台放送「2時ですOXです」15年間
- 昭和60年　TBCテレビ「わくわくドンドン」10年間
- 昭和62年　TBCラジオ「サンサンサンデーうわさの教室」14年間
- 平成元年　TBSテレビ「モーニングEye」6か月間
- 平成2年　TBCラジオ「真夜中のパーテイク」1年6カ月間
- 平成3年　TBCラジオ「ミュージックショーウィンドー」2年間
- 平成4年　仙台放送「テレビショッピング」
- 平成5年　TBCテレビ「まる知感度土曜一ばん」
- 平成10年　TBCラジオ「読み隊日曜日」2年6ヶ月間
- 平成12年　TBCラジオ「恵子の民謡っていいんでば〜」
- 平成16年　TBCラジオ「恵子のい〜ぐする民謡」[2]

## CM(TV/ラジオ)経歴
- NTTドコモ　フレッツ宮城
- パチンコニュー宮城
- 宮城畳組合
- イースト（車）
- 宮城信用金庫（ペアでやっぺあ〜）
- 船岡菊人形まつり
- 明星チャルメラ
- サテライト宮城
- パナソニック冷蔵庫
- ケーキハウスフレーズ
- 雄勝ほたてまつり
- 日の丸タクシー
- おてんとさん
- 三角定義あぶらあげ[2]

## テレビ・映画出演
- 東日本放送ドラマ「お家がないの」(2002年)
- NHK仙台80年記念ドラマ「お米のなみだ」(2008年)遠藤よね 役
- 奥田瑛二監督映画「今日子と修一の場合」(2013年)[2]
- 東北放送「サンドのぼんやり〜ぬTV」
- 日本テレビ「行列のできる法律相談所」